# Seleukos 2. af Seleukideriget
Seleukos 2. Kallinikos Pogon (? – 225 f.Kr.) var konge af Seleukideriget fra 246 f.Kr. til 225 f.Kr.
Seleukos 2. var søn af kong Antiochos 2. Theos og dronning Laodike 1.
Seleukos 2. var gift med slægtningen Laodike 2., med hvem han fik sønnerne Seleukos 3. Keraunos og Antiochos 3. den Store.